# Жан Гітон (філософ)
Жан Гітон (фр. Jean Guitton; 18 серпня 1901, Сент-Етьєн — 21 березня 1999, Париж) — французький католицький філософ і теолог. Член Французької академії.

## Біографія
Народився в католицькій родині в місті Сент-Етьєн, Луара, навчався в Ліоні та Парижі. Отримав філософську освіту і вчений ступінь з роботою Час і вічність у Гребля і Аврелія Авґустина (фр. Le Temps et l'éternité chez Plotin et saint Augustin). Під час Другої світової війни був у нацистському полоні.
1954 року був нагороджений Великою літературною премією Французької академії. З 1955 по 1968 рр. професор Сорбонни. 1961 року став членом Французької академії. Нагороджений Великим хрестом ордена «За заслуги», орденом Почесного легіону. Був запрошений як спостерігач на Другий Ватиканський собор. Він перший мирянин, удостоєний цієї честі.
Протягом життя написав понад сто творів. Центральна тема його творчості: протиріччя між вірою і людською логікою.

## Список праць
- Портрет настоятельниці (Portrait d'une mère) (1933)
- Час і вічність у Плотіна і Святого Августина (Le temps et l'éternité chez Plotin et Saint Augustin) (1933)
- Філософія Лейбніца (La philosophie de Leibniz) (1933)
- Актуальність Святого Августина (Actualité de saint Augustin) (1935)
- Сучасна думка і католицизм (La pensée moderne et le catholicisme) (1934—1950)
- Перспективи (Perspectives) (1934)
- Джон Генрі Ньюмен і Ренан (John Henry Newman et Renan) (1938)
- Думка про пана Луазі (La pensée de M. Loisy) (1936)
- Критика критики (Critique de la critique) (1937)
- Проблема пізнання і релігійна думка (Le problème de la connaissance et de la pensée religieuse)
- Проблема Ісуса і основа християнського свідчення (Le problème de Jésus et le fondement du témoignage chrétien) (1946)
- Розвиток ідей у Старому Завіті (Développement des idées dans l'Ancien Testament) (1947)
- Портрет пана Пуже (Portrait de M. Pouget) (1941)
- Виправдання часу (Justification du temps) (1942)
- Основи французького суспільства (Fondements de la communauté française) (1942)
- Щоденник полону (Journal de captivité) (1942—1943)
- Нове мистецтво мислити (Nouvel art de penser) (1946)
- Проблема Ісуса (Le problème de Jésus) (1946)
- Тимчасове існування (L'existence temporelle) (1949)
- Діва Марія (La Vierge Marie) (1949)
- Паскаль і Лейбніц (Pascal et Leibniz) (1951).
- Інтелектуальна праця (Le travail intellectuel) (1951)
- Діалоги з паном Пуже (Dialogues avec Monsieur Pouget) (1954)
- Щоденник, дослідження і зустрічі (Journal, études et rencontres) (1959 y 1968)
- Церква і Євангеліє (L'Église et l'Évangile) (1959)
- Покликання Бергсона (La vocation de Bergson) (1960)
- Настоятелька у своїй долині (Une mère dans sa vallée) (1961)
- Погляд на собор (Regard sur le concile) (1962)
- Геній Паскаля (Génie de Pascal) (1962)
- Церква і миряни (L'Église et les laïcs) (1963)
- Світло і Темрява (Le Clair et l'Obscur) (1964)
- Діалоги з Павлом VI (Dialogues avec Paul VI) (1967)
- Розвиток західної думки (Développement de la pensée occidentale) (1968)
- Паралельні образи (Profils parallèles) (1970)
- Ньюмен і Ренан (Newman et Renan)
- Паскаль і Лейбніц (Pascal et Leibniz)
- Тейяр і Бергсон (Teilhard et Bergson)
- Клодель і Хайдеггер (Claudel et Heidegger)
- У що я вірю (Ce que je crois) (1971)
- Павло VI і Святий рік (Paul VI et l'Année sainte) (1974)
- Писати як згадуємо (Écrire comme on se souvient) (1974)
- Нотатки і роздуми про Історію (Remarques et réflexions sur l'Histoire) (1976)
- Щоденник мого життя (Journal de ma vie) (1976)
- Євангеліє і таїнство часу (Évangile et mystère du temps) (1977)
- Євангеліє у моєму житті (L'Évangile dans ma vie) (1978)
- Таємниця Павла VI (Paul VI secret) (1980)
- Час життя (Le Temps d'une vie) (1980)
- Судження (Jugements) (1981)
- Спалені сторінки (Pages brûlées) (1984)
- Абсурд і Містерія (L'Absurde et le Mystère) (1984)
- Портрет Марти Робен (Portrait de Marthe Robin) (1985)
- Екуменізм (Œcuménisme) (1986)
- Століття і життя (Un siècle, une vie) (1988)
- Бог і наука (Dieu et la science) (з Ігорем і Грицьком Богданоффамі), (1991)
- Портрет батька Лагранжа (Portrait du père Lagrange) (1992)
- Ті, хто вірять у небо і ті, хто в нього не вірять (Celui qui croyait au ciel et celui qui n'y croyait pas ) (з Жаком Ланцманом, 1994)
- Прийдешнє століття (Le siècle qui s'annonce) (1996)
- Мій філософський заповіт (Mon testament philosophique) (1997)
- Ultima Verba (1998, з Жераром Прево)